# Ennis (Montana)
Pour les articles homonymes, voir Ennis (homonymie).
Ennis est une municipalité américaine située dans le comté de Madison au Montana. Selon le recensement de 2010, sa population est de 838 habitants. La municipalité s'étend sur 0,79 milles carrés (2,05 km2).
William Ennis s'installe dans la région au cours de la deuxième moitié du XIXe siècle. Il ouvre un magasin général en 1879 et, deux ans plus tard, un bureau de poste qui porte son nom.